# Gadila minutalis
Gadila minutalis är en blötdjursart som beskrevs av Victor Scarabino 1995. Gadila minutalis ingår i släktet Gadila och familjen Gadilidae.
Artens utbredningsområde är Indiska oceanen. Inga underarter finns listade i Catalogue of Life.